# Tétrade lunaire
Une tétrade lunaire est une série de quatre éclipses lunaires totales qui se suivent, à six lunaisons d'intervalle. La tétrade s'étend donc sur environ 2 années.

## Périodicité
Giovanni Schiaparelli a remarqué qu'il y a des époques où ces tétrades se produisent relativement souvent, interrompu par des époques où elles sont rares. Anton Pannekoek (1951) a trouvé une périodicité de 591 ans. Van den Bergh (1954) a trouvé une période de 586 ans. Tudor Hughes explique les variations à long terme par l'excentricité de l'orbite de la Terre : la récurrence des tétrades lunaires est variable, elle est d'environ 565 années.

## Tétrades proches de notre époque
Ce phénomène, relativement rare, se produit en 2014-2015, la fois précédente en 2003-2004 et la prochaine tétrade aura lieu en 2032-2033. Au total il y aura huit tétrades au XXIe siècle.